# Velika (Croacia)
Velika es un municipio de Croacia en el condado de Požega-Eslavonia.

## Geografía
Se encuentra a una altitud de 256 m s. n. m. a 192 km de la capital nacional, Zagreb.

## Demografía
En el censo 2011 el total de población del municipio fue de 5607 habitantes, distribuidos en las siguientes localidades:
- Antunovac -  158
- Biškupci -  354
- Bratuljevci -  25
- Doljanci -  84
- Draga - 275
- Gornji Vrhovci - 10
- Kantrovci- 34
- Klisa - 0
- Lučinci - 53
- Markovac - 1
- Milanovac - 45
- Milivojevci -  17
- Nježić - 1
- Oljasi -  63
- Ozdakovci -  5
- Poljanska -  96
- Potočani - 182
- Radovanci -  483
- Smoljanovci - 3
- Stražeman - 231
- Toranj - 173
- Trenkovo - 799
- Trnovac - 398
- Velika - 2 117

| Gráfica de población de Velika 1857-2011                            |
|                                                                     |
| Según los censos de población de la oficina estadística de Croacia. |